# Белфаст-Лох

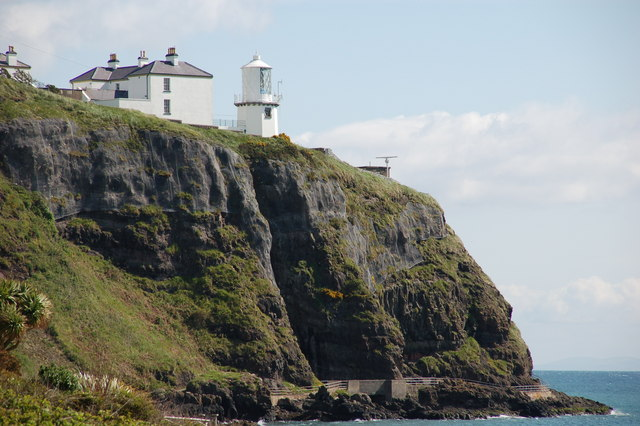
Маяк у залива

Бе́лфаст-Лох или Белфаст (англ. Belfast Lough, ирл. Loch Lao / Loch Laoigh) — крупный естественный залив Ирландского моря в устье реки Лаган на восточном побережье острова Ирландия. Внутренняя часть залива представляет собой скопление отмелей и лагун. Внешняя часть в основном имеет скалистые берега, изредка — песчаные пляжи. Залив является морскими воротами города Белфаст.
Белфастский залив имеет большие длину, ширину и глубину и практически не подвержен сильным приливам. Он расположен между Орлок-Пойнтом и Блэкхедом и тянется на запад до Белфастского порта. Возле порта залив переходит в три канала: Хердман со стороны графства Антрим; Виктория, центральный и самый длинный; и Масгрейв со стороны графства Даун.
На побережье залива расположены города Холивуд, Бангор и Керрикфергус. Холивуд и Бангон находятся на южном берегу в графстве Даун. Керрикфергус, в котором имеется нормандский замок XII века, находится на северном берегу в графстве Антрим. До того, как Белфаст превратился в большой город, залив носил название Керрикфергусский.
Благодаря большой площади залив популярен среди любителей парусного спорта. Здесь находится две стоянки яхт: в Бангоре и в Керрикфергусе. В Белфастских доках на верфи компании «Харланд энд Вольф» был построен знаменитый «Титаник». Штаб белфастской береговой охраны, несмотря на название, находится в Бангоре возле стоянки яхт.
Залив стал домом для двух королевских яхт-клубов. В Келтроу, пригороде Холивуда, находится Королевский яхт-клуб Северной Ирландии, а в Бангоре — Королевский яхт-клуб Ольстера. Кроме них, имеется несколько других яхт-клубов: Бэллихомский, Керрикфергусский, Коклайленский, Антримский, Донагадийский и Холивудский.

## Заповедник Белфастского залива
Несколько отмелей и прилегающие к ним участки побережья, а также поля с прудом неподалёку от аэропорта, относятся к заповеднику, контролируемому Королевским обществом защиты птиц. Эти территории играют важную роль в жизни прибрежных птиц. Во время прилива со смотровых площадок можно наблюдать за стаями различных видов, включая травников, куликов-сорок и больших веретенников.

## Водно-болотные угодья
В Белфастском заливе имеются водно-болотные угодья, подпадающие под Рамсарскую конвенция. Это территория размером 432,14 гектара, имеющая координаты 54°38′00″ с. ш. 05°54′00″ з. д.. Статус охраняемой присвоен ей 5 августа 1998 года. Территория включает в себя внутреннюю часть залива, в том числе приливные отмели и лагуны, а также побережье, являющиеся источником пищи и местом гнездования значительного числа птиц.
Во внешней части граница охраняемой территории практически совпадает с границей зоны особого научного интереса, но из-за близости к судоходной зоне эти границы уточнялись по мере развития порта. Граница всей охраняемой о Рамсанской конвенции зоны совпадает с границей особо охраняемой территории. В соответствии с конвенцией, эта территория обеспечивает достаточно ресурсов для зимовки травников. Также здесь зимуют пеганка, кулик-сорока, морской песочник, чернозобик, большой веретенник, малый веретенник, большой кроншнеп и камнешарка.